# أبو الفتوح أحمد الغزالي
أبو الفتوح أحمد الغَزالي المتوفى 520 هـ هو أديب شاعر واعظ، من أهل طوس. وهو أخو الإمام أبي حامد الغزالي المتوفى 505 هـ. هو أبو الفتوح مجد الدين أحمد بن محمد بن محمد بن أحمد الطوسي الغزالي. درَّس بالنظامية نيابة عن أخيه لما ترك التدريس فيها. توفي بقزوين سنة 520 هـ، وقيل527 هـ.

## آثاره
من آثاره:

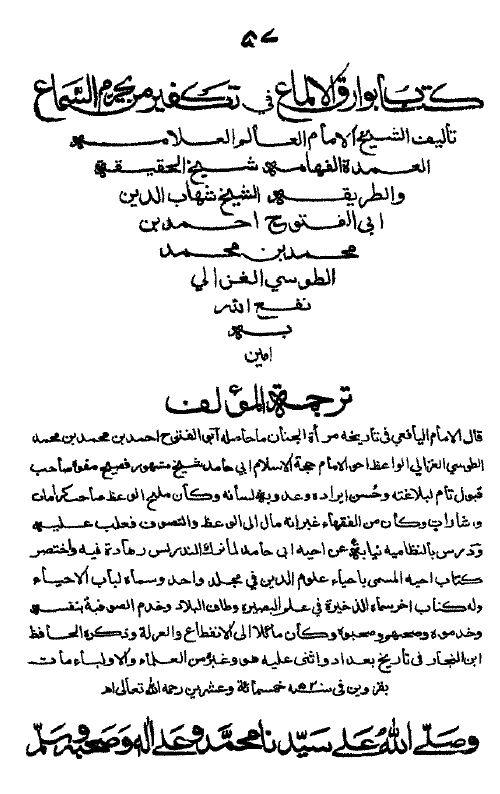
رسالة «بوارق الإلماع في تكفير من يحرم السماع» - طبعت في لکهنو سنة 1317 هـ ضمن مجموعة.

- «الذخيرة في علم البصيرة» في التصوف.
- «لباب الإحياء» اختصر فيه كتاب «إحياء علوم الدين»، وقد نسبه آخرون إلى أخيه أبي حامد.
- «سوانح العشاق» بالفارسية، ذكر المستشرق فستنفلد وجود نسخة مخطوطة في المكتبة الأهلية بباريس. وذكر صاحب الذريعة أنه «الفه لتلميذه ومريده عين القضاة الهمداني».[4]
- «بوارق الإلماع في الرد على من يحرِّم السماع»، طُبع في الهند سنة 1317 هـ.[5]
- «تفسير سورة يوسف وقصة يوسف عليه السلام» وذكره بروكلمان باسم «سر العالمين في تفسير سورة يوسف». طُبع في بومباي سنة 1894 م باسم «بحر المحبة في اسرار المودة في تفسير سورة يوسف» وفي دهلي سنة 1900 م باسم «أحسن القصص»، كما طبع بطهران سنة 1312 هـ.[6]
- «التجريد في كلمة التوحيد»، طُبع مؤخرا بتحقيق أحمد مجاهد.[7]
- «كتاب الحق والحقيقة».
- «مدخل السلوك إلى منازل الملوك».
- «لطائف الفكر وجوامع الدرر»، والكتابين الأخيرين ذكرهما البغدادي.[8]

وذكر صاحب الأعلام أن «صاعد بن فارس اللباني» دوّن مجالس وعظه في بغداد فبلغت 83 مجلساً كتبها صاعد في مجلدين.